# Aunu'u
Aunu'u è un'isola situata nell'oceano Pacifico appartenente geograficamente all'arcipelago delle Samoa. Politicamente fa parte delle Samoa Americane e amministrativamente è un villaggio appartenente alla contea di Sa'Ole del Distretto orientale.
Ha una superficie di 1,517 km² e in base all'ultimo censimento del 2000, gli abitanti sono 476.